# Takuja Takagi
Takuja Takagi (* 12. listopad 1967) je bývalý japonský fotbalista a reprezentant.

## Reprezentace
Takuja Takagi odehrál 44 reprezentačních utkání. S japonskou reprezentací se zúčastnil Mistrovství Asie ve fotbale 1988, 1992 a 1996.

## Statistiky
| Japonsko | Japonsko | Japonsko |
| Roky     | Záp.     | Góly     |
| -------- | -------- | -------- |
| 1992     | 11       | 5        |
| 1993     | 13       | 7        |
| 1994     | 5        | 2        |
| 1995     | 0        | 0        |
| 1996     | 10       | 6        |
| 1997     | 5        | 7        |
| Celkem   | 44       | 27       |